# اتفاقية فيينا لحماية طبقة الأوزون
اتفاقية فيينا لحماية طبقة الأوزون هو اتفاق بيئي متعدد الأطراف. اتفق عليها في مؤتمر فيينا لعام 1985 ودخلت حيز النفاذ في عام 1988.
انها بمثابة إطار للجهود الدولية المبذولة لحماية طبقة الأوزون. ومع ذلك، فإنه لا تتضمن أهدافا ملزمة قانونيا للحد من استخدام مركبات الكربون الكلورية فلورية، والعوامل الكيميائية الرئيسية التي تسبب نضوب الأوزون. وضعت هذه في بروتوكول مونتريال المرافق له.